# Mancomunidad de Polonia-Lituania-Moscovia

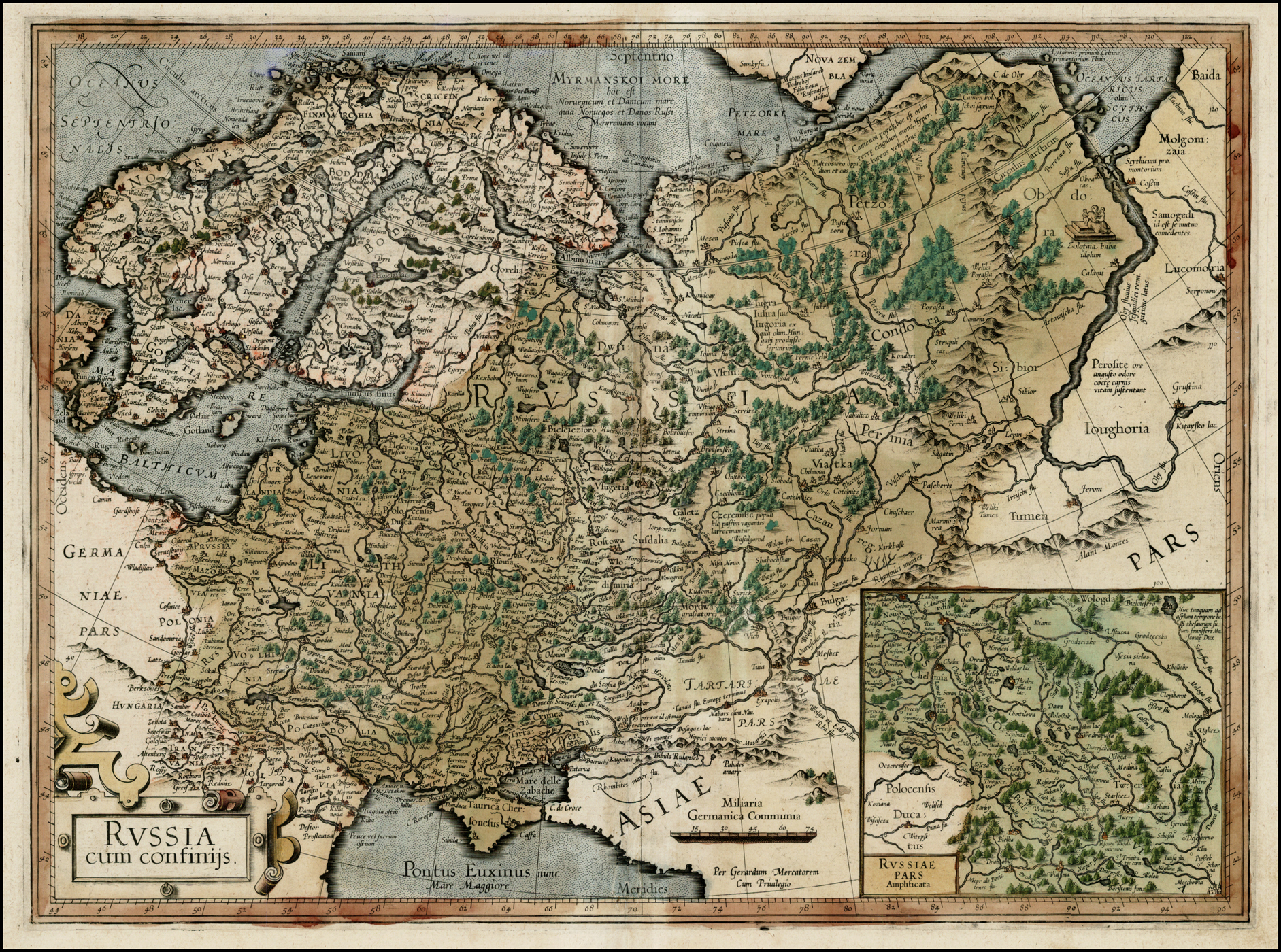
Mapa que muestra al zarato ruso y la mancomunidad unificada en 1595.

La Mancomunidad Polaco-Lituana-Moscovita fue un estado propuesto que se habría basado en la unión personal de la República de las Dos Naciones y el Zarato Ruso. Hubo varios intentos, por diferentes medios, de lograrla, entre 1574 y 1658, e incluso en las postrimerías del siglo XVIII, pero nunca se llevó a término debido a la incompatibilidad de las demandas de ambas partes.
La unión propuesta es conocida en la historiografía polaca como la Triple Unión (unia troista) y también ha sido llamada la Unión polaco-rusa (unia polsko-rosyjska) o Unión polaco-moscovita (unia polsko moskiewska).

## Razones

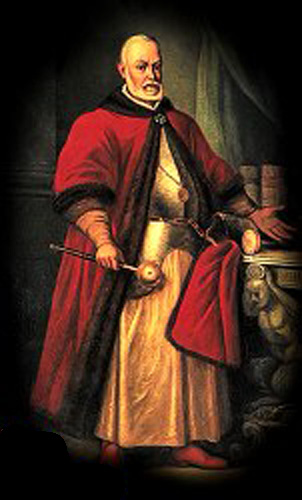
Lew Sapieha.

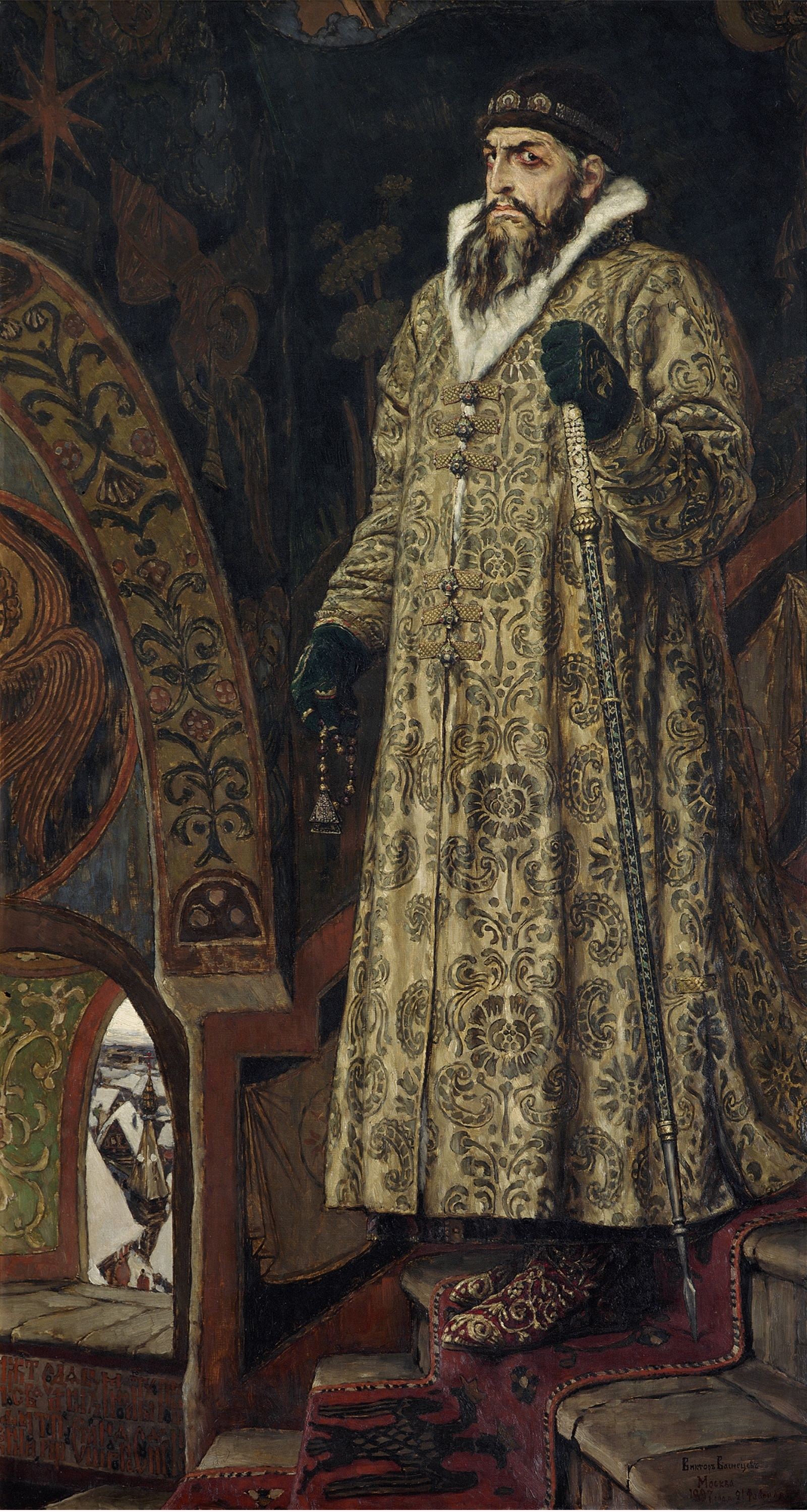
Iván IV.

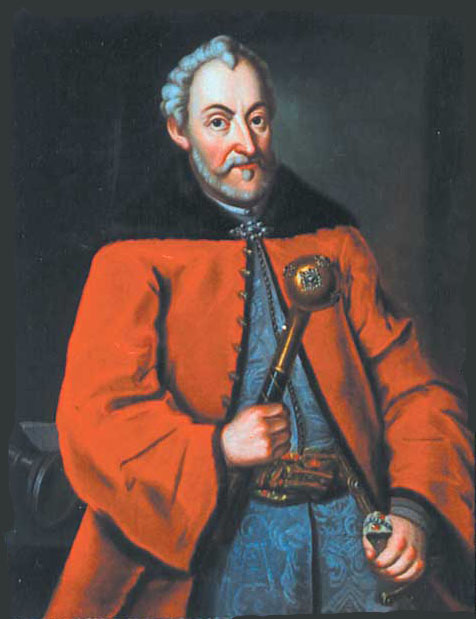
Jan Zamoyski.

Los impulsores de esta unión entre la nobleza de Polonia, incluyendo a influyentes pensadores seculares como Jan Zamoyski y Lew Sapieha, daban diferentes argumentos para defenderla: la paz en la turbulenta frontera oriental, un poderoso aliado militar y territorios relativamente poco poblados (en comparación con la Corona polaca) para colonizar y reducir a servidumbre. La idea también estaba respaldada por los jesuitas y otros emisarios papales que nunca abandonaron la idea de convertir la ortodoxa Rusia al catolicismo. Algunos boyardos rusos encontraron atractiva la propuesta (como Borís Godunov, que apoyaba la candidatura de Teodoro I en 1587) debido a varias razones, entre ellas el hecho de que la Libertad Dorada, si se aplicaba en Rusia, debilitaría el poder del zar y así se le concedería a la nobleza un estatus mayor del que nunca había disfrutado anteriormente.
Las propuestas de ese momento se argumentaban alrededor de una unión personal entre la Mancomunidad y Rusia, y varios acuerdos económicos y políticos (eliminación de barreras comerciales, libre movimiento de gente, etc.), hasta la creación de un solo país, usando el entramado legal que había conducido a la creación de la Mancomunidad de Polonia-Lituania tras la Unión de Lublin de 1569. De todos modos todas las propuestas presentadas por el lado polaco fueron rechazadas por el zar. Las negociaciones más prometedoras tuvieron lugar en 1600, cuando una misión diplomática polaca encabezada por Lew Sapieha llegó a Moscú. Sapieha le presentó a Borís Godunov un plan elaborado de unión entre Polonia-Lituania y Rusia. Los súbditos de ambos gobernantes serían libres de servir al otro gobernante, viajar, contratar matrimonios, poseer tierra o ir a estudiar al otro país.
Aunque el lado moscovita estaba de acuerdo en algunas de las partes de los tratados propuestos (como la extradición de criminales sospechosos), se oponía estrictamente a los asuntos relativos a la tolerancia religiosa (religiones no ortodoxas, especialmente el catolicismo, eran perseguidas en Rusia, al contrario que en Polonia, donde había libertad de fe) y el libre movimiento de los súbditos (según algunos estudiosos polacos). Transformar el Zarato ruso en una república modelada acorde a la Mancomunidad de Polonia-Lituania resultó ser un proyecto demasiado ambicioso. Muchos rusos temían la polonización, que ya estaba ocurriendo entre la nobleza lituana y rutena, y se convertía en un peligro mayor al tener en cuenta la cantidad de nobles y campesinos que escapaban de Rusia, a lo que el zar Iván había respondido con una política de violentas represiones, la así llamada opríchnina. La Unión de Brest de 1596 fue un argumento mayor para los opositores ortodoxos a la unión, que argumentaban que ésta sería un preludio de la catolicización de Rusia.

## Historia

### Sucesión polaca

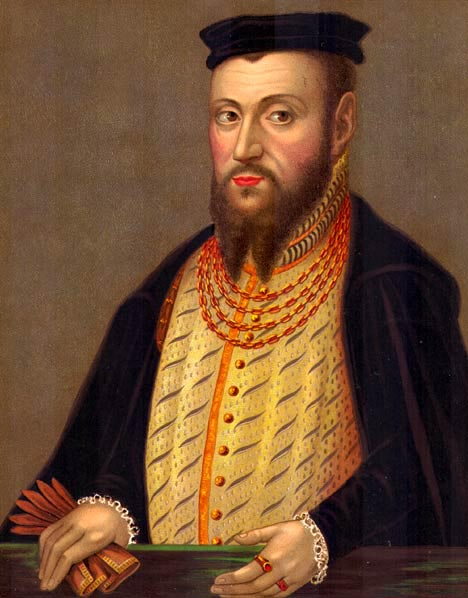
Segismundo II Augusto Jagellón.

La idea fue originalmente discurrida en el siglo XVI después de la muerte del último rey de Polonia de la Dinastía Jagellón, Segismundo II Augusto Jagellón. El zar Iván IV de Rusia ("el Terrible") fue considerado por la nobleza polaca como un candidato popular. Tenía apoyo substancial en Polonia, especialmente entre la nobleza menor y media, quienes veían en él una oportunidad de limitar el creciente poder de los magnates. Durante el interreino, fueron enviadas dos embajadas (encabezadas por Michał Harraburda, pisarz litewski, y Jędrzej Taranowski) de Polonia a Moscú para mantener conversaciones. Las negociaciones fallaron debido a las hostilidades resultantes de la Guerra de Livonia, demandas territoriales por parte de Iván IV (que quería los territorios del antiguo Rus de Kiev, bajo el control de Lituania), y la decisión por parte de Iván de que "Rusia no se rebajaría al nivel de otras monarquías europeas y enviar una misión diplomática para rogarle que sea su rey". Durante el segundo interreino, en 1574, la candidatura de Iván IV era incluso más influyente en Polonia, sin embargo, la embajada rusa que llegó a Polonia no tenía órdenes ni prerrogativas para negociar sobre este asunto. Tarde o temprano, la indignada facción pro-Iván, liderada por Jan Sierakowski, hizo una declaración en el Sejm: "El Gran Príncipe de Moscovia sería la mejor elección para ser rey, pero debido a su silencio estamos obligados a olvidarle y no mencionarle de nuevo".

### Sucesión rusa

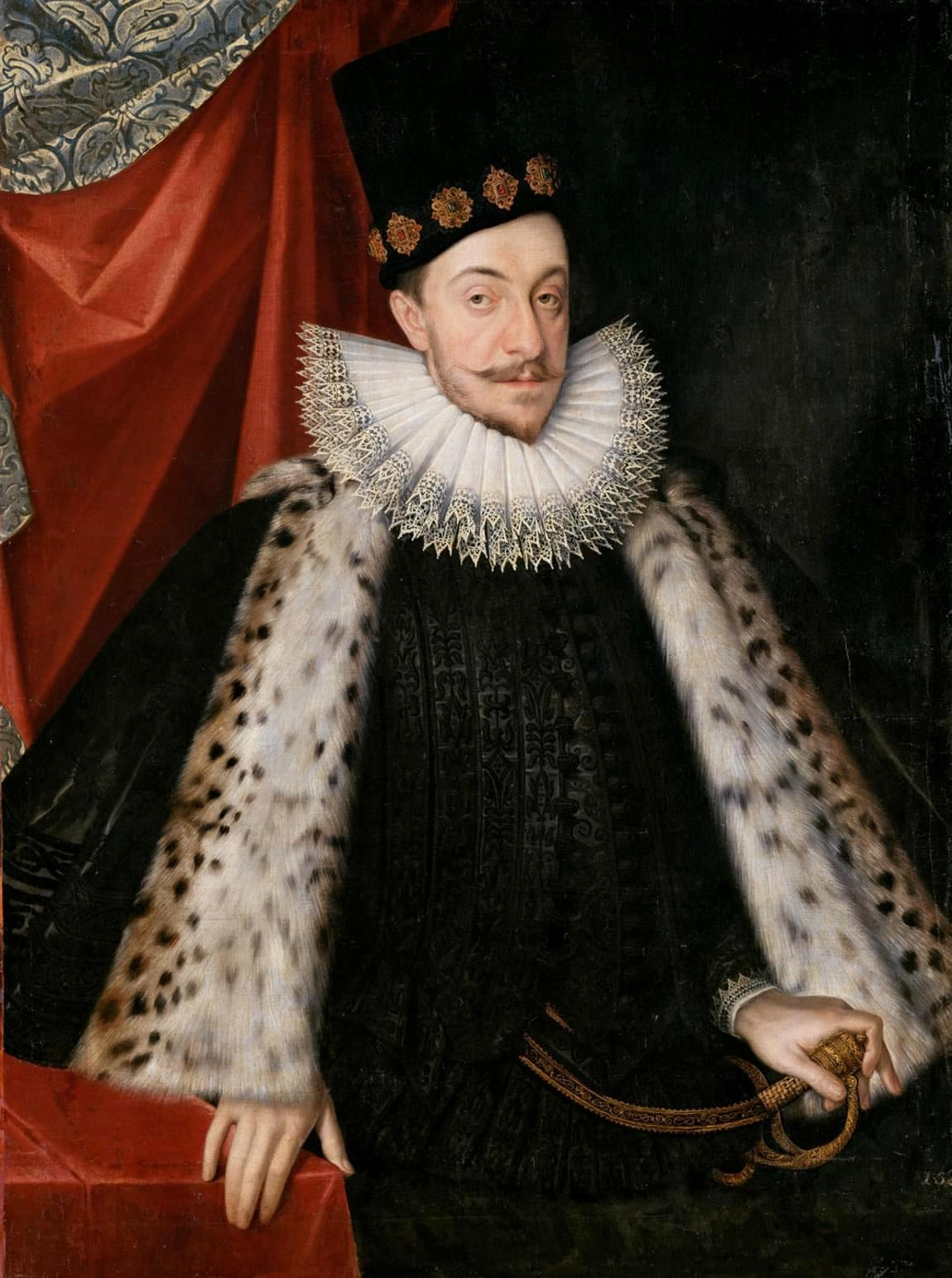
Segismundo III Vasa.

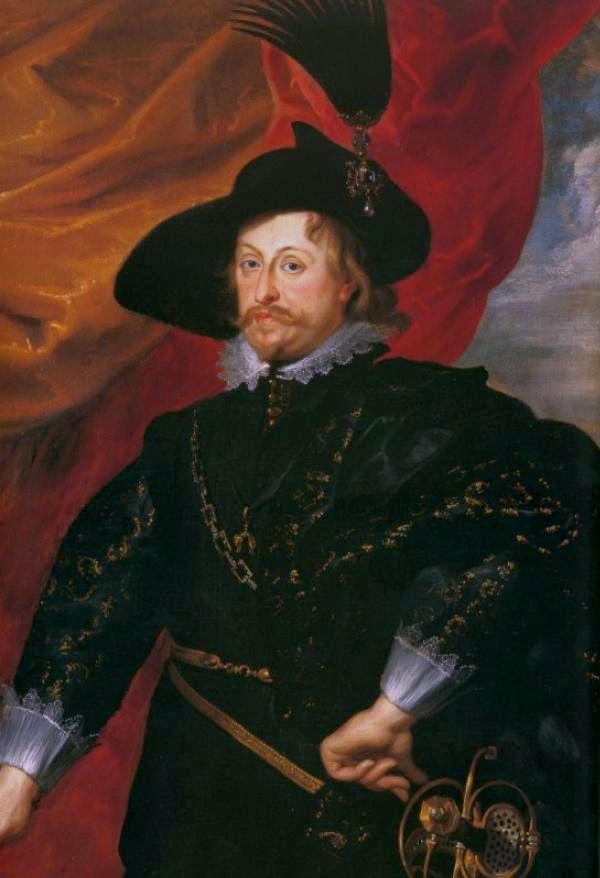
Ladislao IV Vasa.

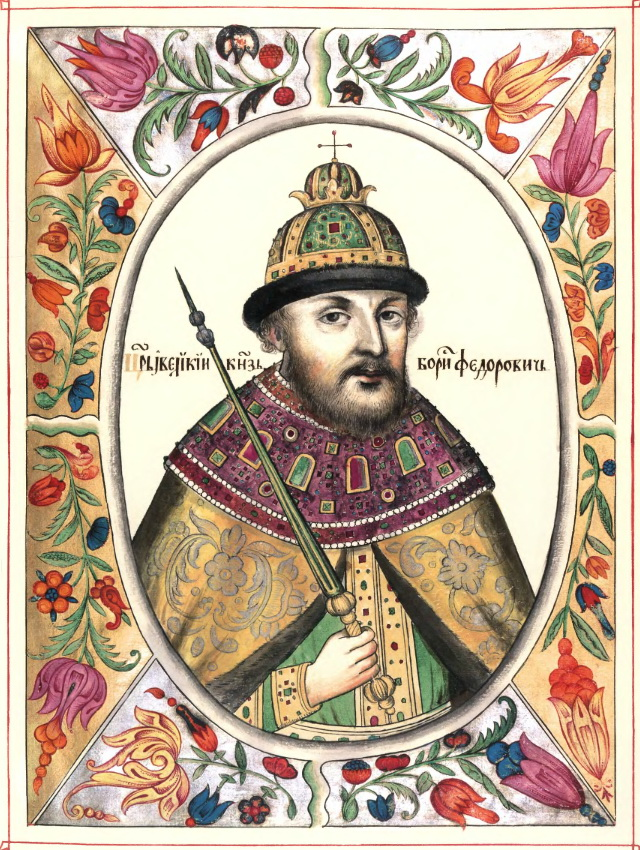
Borís Godunov.

El variopinto círculo de los partidarios de esta idea vio una oportunidad en Rusia tras la muerte de Iván el Terrible, el último gobernante ruso de esos tiempos cuya legitimidad no fuese cuestionada, que murió sin descendencia. La revitalización de la propuesta se dio en los reinados de Teodoro I en Rusia y Esteban I Báthory en Polonia. Después de la muerte de Báthory en 1587, Teodoro I se interesó en la idea de adquirir el trono polaco, enviando una embajada a Polonia. Encontró un elevado apoyo entre los lituanos, pero los polacos demandaron varias concesiones entre las cuales estaba la conversión al catolicismo de Teodoro, algo impensable. Finalmente Segismundo III Vasa fue elegido rey de Polonia. La muerte de Teodoro propició la propuesta de que Segismundo ocupara e trono de Moscú, pero para cuando la misión diplomática llegó allí, ya se había elegido a Borís Godunov como nuevo zar.
Al ver el caos que sobrevino en Rusia con las dudas sobre la legitimidad de Borís Godunov, el llamado Período Tumultuoso ruso, los polacos iniciaron una intervención armada, conocida como la Guerra Polaco-Moscovita (1605-1618) o, en Rusia, la Intervención polaca de finales del siglo XVII. Durante el conflicto militar, fue brevemente elegido el príncipe de Polonia (luego rey) Vladislao IV Vasa como zar de Rusia. Sin embargo, Vladislao nunca fue oficialmente entronizado y su rápida elección ha pasado a la historia como uno de los acontecimientos del Periodo Tumultuoso. También surgieron impostores que llegaron a reinar, que pretendían ser un hijo del zar Iván (el Zarévich Dimitri Ivánovich), como Dimitri I «El Falso». 
La idea fue de nuevo propuesta en 1656-1658, cuando Moscú sugirió que uno de los puntos de las negociaciones debería ser la elección del zar ruso para el trono polaco. Esta vez los polacos presentaron demandas (la conversión al catolicismo, cambios territoriales) que desanimaron a los rusos respecto a este proyecto.

### Propuesta del último rey polaco

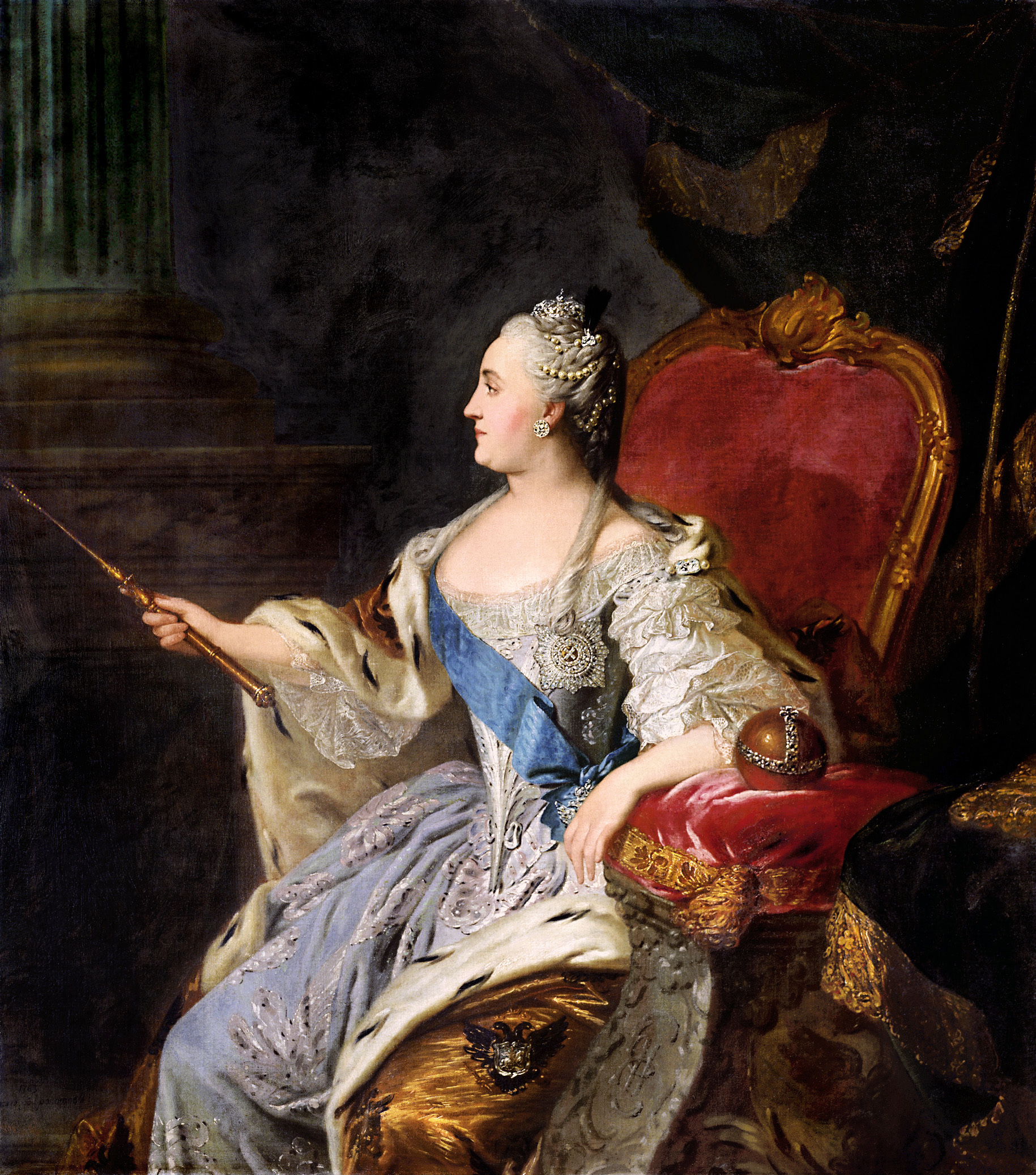
La emperatriz Catalina la Grande.

Estanislao II Poniatowski.

Última partición de Polonia.

Tiempo después la idea volvió a tener protagonismo, cuando el último rey polaco Estanislao II Poniatowski intentó salvar el estado polaco proponiendo el matrimonio entre sí mismo y la emperatriz rusa, Catalina la Grande.
Esta opción podría haber sido considerada seriamente por el lado polaco, basándose en el modelo de la Confederación de Varsovia de 1573, por la que se garantizaba, al menos formalmente, la igualdad para los nobles no católicos en la Mancomunidad. Era una legislación muy liberal para su tiempo, pero su plena implementación no se consiguió llevar a la realidad. Teniendo en cuenta la división religiosa, entre el catolicismo y las iglesias ortodoxas orientales parece improbable que se considerara seriamente esta opción. No parece posible que pudiera ser aceptada por los rusos ya que la visión del catolicismo que se tenía en el Zarato ruso era bastante negativa, y a que se temía que el mundo católico acabara controlando al ortodoxo.

### Legado
En el siglo XIX las tres naciones tuvieron de hecho un solo soberano en el zar Alejandro I de Rusia tras las particiones de la República de la Dos Naciones, en las que el zar fue coronado rey de Polonia. Esta versión de unión, sin embargo, era muy diferente a la idea original polaca de una federación similar a la Mancomunidad de Polonia-Lituania.

## Para saber más
- K. Tyszkowski, Plany unii polsko-moskiewskiej na przełomie XVI i XVII wieku, "Przegląd Współczesny", t. XXIV, 1928, s.392-402
- K. Tyszkowski, Poselstwo Lwa Sapieha do Moskwy, Lwów, 1929
- S. Gruszewski, Idea unii polsko-rosyjskiej na przełomie XVI i XVII wieku, "Odrodzenie i Reformacja w Polsce", t. XV, 1970, s.89-99
- Ł.A. Derbow, K woprosu o kandidatiure Iwana IV na polskij prestoł (1572-1576), "Uczonyje zapiski Saratowskowo uniwersiteta", t. XXXIX, Saratow, 1954
- B.Flora, Rosyjska kandydatura na tron polski u schyłku XVI wieku, "Odrodzenie i Reformacja w Polsce"', t. XVI, 1971, s.85-95
- Krzysztof Rak, Federalism or Force: A Sixteenth-Century Project for Eastern and Central Europe, Sarmatian Review, January 2006
- Zbigniew Wojcik, Russian Endeavors for the Polish Crown in the Seventeenth Century, Slavic Review, Vol. 41, n.º 1 (Spring, 1982), pp. 59–72JSTOR

- Datos: Q966749